# Comunele Italiei (T)
Această pagină conține lista comunelor din Italia a căror nume începe cu litera T. 
Pentru fiecare comună este indicată provincia și regiunea de care aparține.
| Comună                          | Provincie             | Regiune               |
| ------------------------------- | --------------------- | --------------------- |
| Taceno 7131                     | Lecco                 | Lombardia             |
| Tadasuni                        | Oristano              | Sardinia              |
| Taggia                          | Imperia               | Liguria               |
| Tagliacozzo                     | L'Aquila              | Abruzzo               |
| Taglio di Po                    | Rovigo                | Veneto                |
| Tagliolo Monferrato             | Alessandria           | Piemont               |
| Taibon Agordino                 | Belluno               | Veneto                |
| Taino                           | Varese                | Lombardia             |
| Taio                            | Trento                | Trentino-Alto Adige   |
| Taipana 7140                    | Udine                 | Friuli-Veneția Giulia |
| Talamello                       | Rimini                | Emilia-Romagna        |
| Talamona                        | Sondrio               | Lombardia             |
| Talana                          | Nuoro                 | Sardinia              |
| Taleggio                        | Bergamo               | Lombardia             |
| Talla                           | Arezzo                | Toscana               |
| Talmassons                      | Udine                 | Friuli-Veneția Giulia |
| Tambre                          | Belluno               | Veneto                |
| Taormina                        | Messina               | Sicilia               |
| Tarano                          | Rieti                 | Lazio                 |
| Taranta Peligna 7150            | Chieti                | Abruzzo               |
| Tarantasca                      | Cuneo                 | Piemont               |
| Taranto                         | Taranto               | Puglia                |
| Tarcento                        | Udine                 | Friuli-Veneția Giulia |
| Tarquinia                       | Viterbo               | Lazio                 |
| Tarsia                          | Cosenza               | Calabria              |
| Tartano                         | Sondrio               | Lombardia             |
| Tarvisio                        | Udine                 | Friuli-Veneția Giulia |
| Tarzo                           | Treviso               | Veneto                |
| Tassarolo                       | Alessandria           | Piemont               |
| Tassullo 7160                   | Trento                | Trentino-Alto Adige   |
| Taurano                         | Avellino              | Campania              |
| Taurasi                         | Avellino              | Campania              |
| Taurianova                      | Reggio Calabria       | Calabria              |
| Taurisano                       | Lecce                 | Puglia                |
| Tavagnacco                      | Udine                 | Friuli-Veneția Giulia |
| Tavagnasco                      | Torino                | Piemont               |
| Tavarnelle Val di Pesa          | Florența              | Toscana               |
| Tavazzano con Villavesco        | Lodi                  | Lombardia             |
| Tavenna                         | Campobasso            | Molise                |
| Taverna 7170                    | Catanzaro             | Calabria              |
| Tavernerio                      | Como                  | Lombardia             |
| Tavernola Bergamasca            | Bergamo               | Lombardia             |
| Tavernole sul Mella             | Brescia               | Lombardia             |
| Taviano                         | Lecce                 | Puglia                |
| Tavigliano                      | Biella                | Piemont               |
| Tavoleto                        | Pesaro e Urbino       | Marche                |
| Tavullia                        | Pesaro e Urbino       | Marche                |
| Teana                           | Potenza               | Basilicata            |
| Teano                           | Caserta               | Campania              |
| Teggiano 7180                   | Salerno               | Campania              |
| Teglio                          | Sondrio               | Lombardia             |
| Teglio Veneto                   | Veneția               | Veneto                |
| Telese Terme                    | Benevento             | Campania              |
| Telgate                         | Bergamo               | Lombardia             |
| Telti                           | Sassari               | Sardinia              |
| Telve                           | Trento                | Trentino-Alto Adige   |
| Telve di Sopra                  | Trento                | Trentino-Alto Adige   |
| Tempio Pausania                 | Sassari               | Sardinia              |
| Temù                            | Brescia               | Lombardia             |
| Tenna 7190                      | Trento                | Trentino-Alto Adige   |
| Tenno                           | Trento                | Trentino-Alto Adige   |
| Teolo                           | Padova                | Veneto                |
| Teor                            | Udine                 | Friuli-Veneția Giulia |
| Teora                           | Avellino              | Campania              |
| Teramo                          | Teramo                | Abruzzo               |
| Terdobbiate                     | Novara                | Piemont               |
| Terelle                         | Frosinone             | Lazio                 |
| Terento                         | Bolzano               | Trentino-Alto Adige   |
| Terenzo                         | Parma                 | Emilia-Romagna        |
| Tergu 7200                      | Sassari               | Sardinia              |
| Terlago                         | Trento                | Trentino-Alto Adige   |
| Terlano                         | Bolzano               | Trentino-Alto Adige   |
| Terlizzi                        | Bari                  | Puglia                |
| Terme Vigliatore                | Messina               | Sicilia               |
| Termeno sulla Strada del Vino   | Bolzano               | Trentino-Alto Adige   |
| Termini Imerese                 | Palermo               | Sicilia               |
| Termoli                         | Campobasso            | Molise                |
| Ternate                         | Varese                | Lombardia             |
| Ternengo                        | Biella                | Piemont               |
| Terni 7210                      | Terni                 | Umbria                |
| Terno d'Isola                   | Bergamo               | Lombardia             |
| Terracina                       | Latina                | Lazio                 |
| Terragnolo                      | Trento                | Trentino-Alto Adige   |
| Terralba                        | Oristano              | Sardinia              |
| Terranova da Sibari             | Cosenza               | Calabria              |
| Terranova dei Passerini         | Lodi                  | Lombardia             |
| Terranova di Pollino            | Potenza               | Basilicata            |
| Terranova Sappo Minulio         | Reggio Calabria       | Calabria              |
| Terranuova Bracciolini          | Arezzo                | Toscana               |
| Terrasini 7220                  | Palermo               | Sicilia               |
| Terrassa Padovana               | Padova                | Veneto                |
| Terravecchia                    | Cosenza               | Calabria              |
| Terrazzo                        | Verona                | Veneto                |
| Terres                          | Trento                | Trentino-Alto Adige   |
| Terricciola                     | Pisa                  | Toscana               |
| Terruggia                       | Alessandria           | Piemont               |
| Tertenia                        | Nuoro                 | Sardinia              |
| Terzigno                        | Napoli                | Campania              |
| Terzo                           | Alessandria           | Piemont               |
| Terzo di Aquileia 7230          | Udine                 | Friuli-Veneția Giulia |
| Terzolas                        | Trento                | Trentino-Alto Adige   |
| Terzorio                        | Imperia               | Liguria               |
| Tesero                          | Trento                | Trentino-Alto Adige   |
| Tesimo                          | Bolzano               | Trentino-Alto Adige   |
| Tessennano                      | Viterbo               | Lazio                 |
| Testico                         | Savona                | Liguria               |
| Teti                            | Nuoro                 | Sardinia              |
| Teulada                         | Cagliari              | Sardinia              |
| Teverola                        | Caserta               | Campania              |
| Tezze sul Brenta 7240           | Vicenza               | Veneto                |
| Thiene                          | Vicenza               | Veneto                |
| Thiesi                          | Sassari               | Sardinia              |
| Tiana                           | Nuoro                 | Sardinia              |
| Ticengo                         | Cremona               | Lombardia             |
| Ticineto                        | Alessandria           | Piemont               |
| Tiggiano                        | Lecce                 | Puglia                |
| Tiglieto                        | Genova                | Liguria               |
| Tigliole                        | Asti                  | Piemont               |
| Tignale                         | Brescia               | Lombardia             |
| Tinnura 7250                    | Oristano              | Sardinia              |
| Tione degli Abruzzi             | L'Aquila              | Abruzzo               |
| Tione di Trento                 | Trento                | Trentino-Alto Adige   |
| Tirano                          | Sondrio               | Lombardia             |
| Tires                           | Bolzano               | Trentino-Alto Adige   |
| Tiriolo                         | Catanzaro             | Calabria              |
| Tirolo                          | Bolzano               | Trentino-Alto Adige   |
| Tissi                           | Sassari               | Sardinia              |
| Tito                            | Potenza               | Basilicata            |
| Tivoli                          | Roma                  | Lazio                 |
| Tizzano Val Parma 7260          | Parma                 | Emilia-Romagna        |
| Toano                           | Reggio Emilia         | Emilia-Romagna        |
| Tocco Caudio                    | Benevento             | Campania              |
| Tocco da Casauria               | Pescara               | Abruzzo               |
| Toceno                          | Verbano-Cusio-Ossola  | Piemont               |
| Todi                            | Perugia               | Umbria                |
| Toffia                          | Rieti                 | Lazio                 |
| Toirano                         | Savona                | Liguria               |
| Tolentino                       | Macerata              | Marche                |
| Tolfa                           | Roma                  | Lazio                 |
| Tollegno 7270                   | Biella                | Piemont               |
| Tollo                           | Chieti                | Abruzzo               |
| Tolmezzo                        | Udine                 | Friuli-Veneția Giulia |
| Tolve                           | Potenza               | Basilicata            |
| Tombolo                         | Padova                | Veneto                |
| Ton                             | Trento                | Trentino-Alto Adige   |
| Tonadico                        | Trento                | Trentino-Alto Adige   |
| Tonara                          | Nuoro                 | Sardinia              |
| Tonco                           | Asti                  | Piemont               |
| Tonengo                         | Asti                  | Piemont               |
| Tonezza del Cimone 7280         | Vicenza               | Veneto                |
| Tora e Piccilli                 | Caserta               | Campania              |
| Torano Castello                 | Cosenza               | Calabria              |
| Torano Nuovo                    | Teramo                | Abruzzo               |
| Torbole Casaglia                | Brescia               | Lombardia             |
| Torcegno                        | Trento                | Trentino-Alto Adige   |
| Torchiara                       | Salerno               | Campania              |
| Torchiarolo                     | Brindisi              | Puglia                |
| Torella dei Lombardi            | Avellino              | Campania              |
| Torella del Sannio              | Campobasso            | Molise                |
| Torgiano 7290                   | Perugia               | Umbria                |
| Torgnon                         | Aosta                 | Valle d'Aosta         |
| Torino                          | Torino                | Piemont               |
| Torino di Sangro                | Chieti                | Abruzzo               |
| Toritto                         | Bari                  | Puglia                |
| Torlino Vimercati               | Cremona               | Lombardia             |
| Tornaco                         | Novara                | Piemont               |
| Tornareccio                     | Chieti                | Abruzzo               |
| Tornata                         | Cremona               | Lombardia             |
| Tornimparte                     | L'Aquila              | Abruzzo               |
| Torno 7300                      | Como                  | Lombardia             |
| Tornolo                         | Parma                 | Emilia-Romagna        |
| Toro                            | Campobasso            | Molise                |
| Torpè                           | Nuoro                 | Sardinia              |
| Torraca                         | Salerno               | Campania              |
| Torralba                        | Sassari               | Sardinia              |
| Torrazza Coste                  | Pavia                 | Lombardia             |
| Torrazza Piemont                | Torino                | Piemont               |
| Torrazzo                        | Biella                | Piemont               |
| Torre Annunziata                | Napoli                | Campania              |
| Torre Beretti e Castellaro 7310 | Pavia                 | Lombardia             |
| Torre Boldone                   | Bergamo               | Lombardia             |
| Torre Bormida                   | Cuneo                 | Piemont               |
| Torre Cajetani                  | Frosinone             | Lazio                 |
| Torre Canavese                  | Torino                | Piemont               |
| Torre d'Arese                   | Pavia                 | Lombardia             |
| Torre d'Isola                   | Pavia                 | Lombardia             |
| Torre de' Busi                  | Lecco                 | Lombardia             |
| Torre de' Negri                 | Pavia                 | Lombardia             |
| Torre de' Passeri               | Pescara               | Abruzzo               |
| Torre de' Picenardi 7320        | Cremona               | Lombardia             |
| Torre de' Roveri                | Bergamo               | Lombardia             |
| Torre del Greco                 | Napoli                | Campania              |
| Torre di Mosto                  | Veneția               | Veneto                |
| Torre di Ruggiero               | Catanzaro             | Calabria              |
| Torre di Santa Maria            | Sondrio               | Lombardia             |
| Torre Le Nocelle                | Avellino              | Campania              |
| Torre Mondovì                   | Cuneo                 | Piemont               |
| Torre Orsaia                    | Salerno               | Campania              |
| Torre Pallavicina               | Bergamo               | Lombardia             |
| Torre Pellice 7330              | Torino                | Piemont               |
| Torre San Giorgio               | Cuneo                 | Piemont               |
| Torre San Patrizio              | Fermo                 | Marche                |
| Torre Santa Susanna             | Brindisi              | Puglia                |
| Torreano                        | Udine                 | Friuli-Veneția Giulia |
| Torrebelvicino                  | Vicenza               | Veneto                |
| Torrebruna                      | Chieti                | Abruzzo               |
| Torrecuso                       | Benevento             | Campania              |
| Torreglia                       | Padova                | Veneto                |
| Torregrotta                     | Messina               | Sicilia               |
| Torremaggiore 7340              | Foggia                | Puglia                |
| Torrenova                       | Messina               | Sicilia               |
| Torresina                       | Cuneo                 | Piemont               |
| Torretta                        | Palermo               | Sicilia               |
| Torrevecchia Pia                | Pavia                 | Lombardia             |
| Torrevecchia Teatina            | Chieti                | Abruzzo               |
| Torri del Benaco                | Verona                | Veneto                |
| Torri di Quartesolo             | Vicenza               | Veneto                |
| Torri in Sabina                 | Rieti                 | Lazio                 |
| Torriana                        | Rimini                | Emilia-Romagna        |
| Torrice 7350                    | Frosinone             | Lazio                 |
| Torricella                      | Taranto               | Puglia                |
| Torricella del Pizzo            | Cremona               | Lombardia             |
| Torricella in Sabina            | Rieti                 | Lazio                 |
| Torricella Peligna              | Chieti                | Abruzzo               |
| Torricella Sicura               | Teramo                | Abruzzo               |
| Torricella Verzate              | Pavia                 | Lombardia             |
| Torriglia                       | Genova                | Liguria               |
| Torrile                         | Parma                 | Emilia-Romagna        |
| Torrioni                        | Avellino              | Campania              |
| Torrita di Siena 7360           | Siena                 | Toscana               |
| Torrita Tiberina                | Roma                  | Lazio                 |
| Tortolì                         | Nuoro                 | Sardinia              |
| Tortona                         | Alessandria           | Piemont               |
| Tortora                         | Cosenza               | Calabria              |
| Tortorella                      | Salerno               | Campania              |
| Tortoreto                       | Teramo                | Abruzzo               |
| Tortorici                       | Messina               | Sicilia               |
| Torviscosa                      | Udine                 | Friuli-Veneția Giulia |
| Toscolano-Maderno               | Brescia               | Lombardia             |
| Tossicia 7370                   | Teramo                | Abruzzo               |
| Tovo di Sant'Agata              | Sondrio               | Lombardia             |
| Tovo San Giacomo                | Savona                | Liguria               |
| Trabia                          | Palermo               | Sicilia               |
| Tradate                         | Varese                | Lombardia             |
| Tramatza                        | Oristano              | Sardinia              |
| Trambileno                      | Trento                | Trentino-Alto Adige   |
| Tramonti                        | Salerno               | Campania              |
| Tramonti di Sopra               | Pordenone             | Friuli-Veneția Giulia |
| Tramonti di Sotto               | Pordenone             | Friuli-Veneția Giulia |
| Tramutola 7380                  | Potenza               | Basilicata            |
| Trana                           | Torino                | Piemont               |
| Trani                           | Barletta-Andria-Trani | Puglia                |
| Transacqua                      | Trento                | Trentino-Alto Adige   |
| Traona                          | Sondrio               | Lombardia             |
| Trapani                         | Trapani               | Sicilia               |
| Trappeto                        | Palermo               | Sicilia               |
| Trarego Viggiona                | Verbano-Cusio-Ossola  | Piemont               |
| Trasacco                        | L'Aquila              | Abruzzo               |
| Trasaghis                       | Udine                 | Friuli-Veneția Giulia |
| Trasquera 7390                  | Verbano-Cusio-Ossola  | Piemont               |
| Tratalias                       | Carbonia-Iglesias     | Sardinia              |
| Trausella                       | Torino                | Piemont               |
| Travacò Siccomario              | Pavia                 | Lombardia             |
| Travagliato                     | Brescia               | Lombardia             |
| Travedona-Monate                | Varese                | Lombardia             |
| Traversella                     | Torino                | Piemont               |
| Traversetolo                    | Parma                 | Emilia-Romagna        |
| Traves                          | Torino                | Piemont               |
| Travesio                        | Pordenone             | Friuli-Veneția Giulia |
| Travo 7400                      | Piacenza              | Emilia-Romagna        |
| Trebaseleghe                    | Padova                | Veneto                |
| Trebisacce                      | Cosenza               | Calabria              |
| Trecasali                       | Parma                 | Emilia-Romagna        |
| Trecase                         | Napoli                | Campania              |
| Trecastagni                     | Catania               | Sicilia               |
| Trecate                         | Novara                | Piemont               |
| Trecchina                       | Potenza               | Basilicata            |
| Trecenta                        | Rovigo                | Veneto                |
| Tredozio                        | Forlì-Cesena          | Emilia-Romagna        |
| Treglio 7410                    | Chieti                | Abruzzo               |
| Tregnago                        | Verona                | Veneto                |
| Treia                           | Macerata              | Marche                |
| Treiso                          | Cuneo                 | Piemont               |
| Tremenico                       | Lecco                 | Lombardia             |
| Tremestieri Etneo               | Catania               | Sicilia               |
| Tremezzo                        | Como                  | Lombardia             |
| Tremosine sul Garda             | Brescia               | Lombardia             |
| Trenta                          | Cosenza               | Calabria              |
| Trentinara                      | Salerno               | Campania              |
| Trento 7420                     | Trento                | Trentino-Alto Adige   |
| Trentola-Ducenta                | Caserta               | Campania              |
| Trenzano                        | Brescia               | Lombardia             |
| Treppo Carnico                  | Udine                 | Friuli-Veneția Giulia |
| Treppo Grande                   | Udine                 | Friuli-Veneția Giulia |
| Trepuzzi                        | Lecce                 | Puglia                |
| Trequanda                       | Siena                 | Toscana               |
| Tres                            | Trento                | Trentino-Alto Adige   |
| Tresana                         | Massa e Carrara       | Toscana               |
| Trescore Balneario              | Bergamo               | Lombardia             |
| Trescore Cremasco 7430          | Cremona               | Lombardia             |
| Tresigallo                      | Ferrara               | Emilia-Romagna        |
| Tresivio                        | Sondrio               | Lombardia             |
| Tresnuraghes                    | Oristano              | Sardinia              |
| Trevenzuolo                     | Verona                | Veneto                |
| Trevi                           | Perugia               | Umbria                |
| Trevi nel Lazio                 | Frosinone             | Lazio                 |
| Trevico                         | Avellino              | Campania              |
| Treviglio                       | Bergamo               | Lombardia             |
| Trevignano                      | Treviso               | Veneto                |
| Trevignano Romano 7440          | Roma                  | Lazio                 |
| Treville                        | Alessandria           | Piemont               |
| Treviolo                        | Bergamo               | Lombardia             |
| Treviso                         | Treviso               | Veneto                |
| Treviso Bresciano               | Brescia               | Lombardia             |
| Trezzano Rosa                   | Milano                | Lombardia             |
| Trezzano sul Naviglio           | Milano                | Lombardia             |
| Trezzo sull'Adda                | Milano                | Lombardia             |
| Trezzo Tinella                  | Cuneo                 | Piemont               |
| Trezzone                        | Como                  | Lombardia             |
| Tribano 7450                    | Padova                | Veneto                |
| Tribiano                        | Milano                | Lombardia             |
| Tribogna                        | Genova                | Liguria               |
| Tricarico                       | Matera                | Basilicata            |
| Tricase                         | Lecce                 | Puglia                |
| Tricerro                        | Vercelli              | Piemont               |
| Tricesimo                       | Udine                 | Friuli-Veneția Giulia |
| Trichiana                       | Belluno               | Veneto                |
| Triei                           | Nuoro                 | Sardinia              |
| Trieste                         | Trieste               | Friuli-Veneția Giulia |
| Triggiano 7460                  | Bari                  | Puglia                |
| Trigolo                         | Cremona               | Lombardia             |
| Trinità                         | Cuneo                 | Piemont               |
| Trinità d'Agultu e Vignola      | Sassari               | Sardinia              |
| Trinitapoli                     | Barletta-Andria-Trani | Puglia                |
| Trino                           | Vercelli              | Piemont               |
| Triora                          | Imperia               | Liguria               |
| Tripi                           | Messina               | Sicilia               |
| Trisobbio                       | Alessandria           | Piemont               |
| Trissino                        | Vicenza               | Veneto                |
| Triuggio 7470                   | Monza e della Brianza | Lombardia             |
| Trivento                        | Campobasso            | Molise                |
| Trivero                         | Biella                | Piemont               |
| Trivigliano                     | Frosinone             | Lazio                 |
| Trivignano Udinese              | Udine                 | Friuli-Veneția Giulia |
| Trivigno                        | Potenza               | Basilicata            |
| Trivolzio                       | Pavia                 | Lombardia             |
| Trodena nel parco naturale      | Bolzano               | Trentino-Alto Adige   |
| Trofarello                      | Torino                | Piemont               |
| Troia                           | Foggia                | Puglia                |
| Troina 7480                     | Enna                  | Sicilia               |
| Tromello                        | Pavia                 | Lombardia             |
| Trontano                        | Verbano-Cusio-Ossola  | Piemont               |
| Tronzano Lago Maggiore          | Varese                | Lombardia             |
| Tronzano Vercellese             | Vercelli              | Piemont               |
| Tropea                          | Vibo Valentia         | Calabria              |
| Trovo                           | Pavia                 | Lombardia             |
| Truccazzano                     | Milano                | Lombardia             |
| Tubre                           | Bolzano               | Trentino-Alto Adige   |
| Tuenno                          | Trento                | Trentino-Alto Adige   |
| Tufara 7490                     | Campobasso            | Molise                |
| Tufillo                         | Chieti                | Abruzzo               |
| Tufino                          | Napoli                | Campania              |
| Tufo                            | Avellino              | Campania              |
| Tuglie                          | Lecce                 | Puglia                |
| Tuili                           | Medio Campidano       | Sardinia              |
| Tula                            | Sassari               | Sardinia              |
| Tuoro sul Trasimeno             | Perugia               | Umbria                |
| Turania                         | Rieti                 | Lazio                 |
| Turano Lodigiano                | Lodi                  | Lombardia             |
| Turate 7500                     | Como                  | Lombardia             |
| Turbigo                         | Milano                | Lombardia             |
| Turi                            | Bari                  | Puglia                |
| Turri                           | Medio Campidano       | Sardinia              |
| Turriaco                        | Gorizia               | Friuli-Veneția Giulia |
| Turrivalignani                  | Pescara               | Abruzzo               |
| Tursi                           | Matera                | Basilicata            |
| Tusa                            | Messina               | Sicilia               |
| Tuscania 7508                   | Viterbo               | Lazio                 |